# 武爾圖雷尼鄉 (巴克烏縣)
46°24′N 27°17′E / 46.400°N 27.283°E
武爾圖雷尼鄉（羅馬尼亞語：Comuna Vultureni, Bacău），是羅馬尼亞的鄉份，位於該國東北部，由巴克烏縣負責管轄，面積73平方公里，海拔高度169米，2007年人口2,093，人口密度每平方公里29人。